# Aitakatta
„Aitakatta” (jap. 会いたかった) – pierwszy singel japońskiego zespołu AKB48, wydany w Japonii 25 października 2006 roku przez DefSTAR Records.
Singel został wydany w dwóch edycjach: regularnej oraz limitowanej. Osiągnął 12 pozycję w rankingu Oricon i pozostał na liście przez 65 tygodni, sprzedał się w nakładzie 55 308 egzemplarzy. Utwór tytułowy jest najbardziej rozpoznawalną melodią AKB48 wśród fanów, został wykorzystany w zakończeniu programu Rank ōkoku stacji TBS.

## Lista utworów
| CD  |                                                                                             |                                                                                             |                                                                                             |                                                                                             |      |
| Nr  | Tytuł                                                                                       | Słowa                                                                                       | Kompozycja                                                                                  | Aranżacja                                                                                   | Czas |
| 1.  | „Aitakatta” (jap. 会いたかった)                                                             | Yasushi Akimoto                                                                             | BOUNCEBACK                                                                                  | Tomonori Taguchi, Haruo Inatome                                                             | 3:48 |
| 2.  | „Dakedo...” (jap. だけど…)                                                                  | Yasushi Akimoto                                                                             | Michihiko Ōta                                                                               | Tetsuya Fujita                                                                              | 4:37 |
| 3.  | „Aitakatta” (jap. 会いたかった) (Instrumental)                                              |                                                                                             | BOUNCEBACK                                                                                  | Tomonori Taguchi, Haruo Inatome                                                             | 3:48 |
| 4.  | „Dakedo...” (jap. だけど…) (Instrumental)                                                   |                                                                                             | Michihiko Ōta                                                                               | Tetsuya Fujita                                                                              | 4:37 |
| DVD |                                                                                             |                                                                                             |                                                                                             |                                                                                             |      |
| Nr  | Tytuł                                                                                       | Tytuł                                                                                       | Tytuł                                                                                       | Tytuł                                                                                       | Czas |
| 1.  | „Aitakatta” (jap. 会いたかった) (Video Clip)                                                | „Aitakatta” (jap. 会いたかった) (Video Clip)                                                | „Aitakatta” (jap. 会いたかった) (Video Clip)                                                | „Aitakatta” (jap. 会いたかった) (Video Clip)                                                |      |
| 2.  | „AKB48 History ~Major Debut e no kiseki~” (jap. AKB48 History 〜メジャーデビューへの軌跡〜) | „AKB48 History ~Major Debut e no kiseki~” (jap. AKB48 History 〜メジャーデビューへの軌跡〜) | „AKB48 History ~Major Debut e no kiseki~” (jap. AKB48 History 〜メジャーデビューへの軌跡〜) | „AKB48 History ~Major Debut e no kiseki~” (jap. AKB48 History 〜メジャーデビューへの軌跡〜) |      |

## Skład zespołu
- Team A: Atsuko Maeda (środek), Tomomi Itano, Tomomi Ōe, Mai Ōshima, Haruna Kojima, Mariko Shinoda, Minami Takahashi, Hana Tojima, Rina Nakanishi, Risa Narita, Minami Minegishi.
- Team K: Sayaka Akimoto, Ayaka Umeda, Yūko Ōshima, Erena Ono, Tomomi Kasai, Kana Kobayashi, Kayo Noro, Natsumi Matsubara, Sae Miyazawa.

## Wersja BNK48
Grupa BNK48 wydała własną wersję piosenki, zatytułowaną „Aitakatta (Yak Cha Dai Phop Thoe)” (taj. Aitakatta (อยากจะได้พบเธอ)), jako pierwszy singel. Ukazał się 8 sierpnia 2017 roku. Sprzedał się w liczbie 13,5 tys. egzemplarzy.

### Lista utworów
| CD | |                                            |                           |      |
| Nr | Tytuł | Słowa                                      | Oryginalna piosenka       | Czas |
| 1. | „Aitakatta (Yak Cha Dai Phop Thoe)” (taj. Aitakatta (อยากจะได้พบเธอ))                                                  | Natapol Srijomkwan, Pongchuk Pissathanporn | „Aitakatta”               | 3:48 |
| 2. | „Oogoe Diamond (Ko Chop Hai Ru Wa Chop)” (taj. Oogoe Diamond (ก็ชอบให้รู้ว่าชอบ))                                          | Tanupop Notayanont                         | „Ōgoe Diamond”            | 4:08 |
| 3. | „365 nichi no kami hikouki (365 Wan Kap Khrueangbin Kradat)” (taj. 365 nichi no kami hikouki (365 วันกับเครื่องบินกระดาษ)) | Tanupop Notayanont                         | „365 nichi no kamihikōki” | 4:38 |
| 4. | „Aitakatta (Yak Cha Dai Phop Thoe)” (off vocal ver.)                                                                  |                                            |                           | 3:48 |
| 5. | „Oogoe Diamond (Ko Chop Hai Ru Wa Chop)” (off vocal ver.)                                                             |                                            |                           | 4:08 |
| 6. | „365 nichi no kami hikouki (365 Wan Kap Khrueangbin Kradat)” (off vocal ver.)                                         |                                            |                           | 4:38 |

## Inne wersje
- Indonezyjska grupa JKT48, wydała własną wersję tytułowej piosenki na piątym singlu Flying Get w 2014 roku.